# Kovács Sándor (főesperes)
Kovács Sándor (Székelykál, 1948. április 25. – Kolozsvár, 2017. december 25.) erdélyi magyar kanonok, főesperes-plébános.

## Életútja
Elemi iskoláit I-VII. osztályt 1955 és 1962 között Székelykálban, a középiskolát Marosvásárhelyen, a Bolyai Farkas Líceumban 1962 és 1966 között végezte el. Teológiai tanulmányait a Gyulafehérvári Római Katolikus Hittudományi Főiskolán folytatta, ahol 1972. április 9-én Márton Áron püspök szentelte pappá. Papi jelmondata: „Magasztalja lelkem az Urat!” (Lk 1,46) volt.
1972 és 1976 között Sepsiszentgyörgyön, 1976 és 1979 között Marosvásárhelyen segédlelkészként tevékenykedett. 1979 és 1984 között Csíkszentgyörgyön, 1984 és 2007 között Székelyudvarhelyen plébánosként szolgált, ahol 1987-től kerületi főesperes is lett. Udvarhelyi működésének idejéhez kötődik a Kis Szent Teréz-templom és plébánia létrejötte, a szombatfalvi Szent György-plébánia kiválása és önállósulása. 2007-től vezette a Kolozs-Dobokai Főesperesi Kerületet és a kolozsvári Szent Mihály plébániát.
2014. március 15-én megkapta a Magyar Érdemrend tisztikeresztje kitüntetést az erdélyi katolikus közösség lelki életének gondozása, valamint az erdélyi magyarok nemzettudatának ápolása érdekében végzett munkájának elismeréseként. A Romániai Máltai Szeretetszolgálat, valamint az Erdélyi Római Katolikus Nőszövetségek lelkivezetője és a Verbum Keresztény Kulturális Egyesület kuratóriumának elnöke volt.
2018. december 19-én Székelyudvarhely Megyei Jogú Város Önkormányzata posztumusz Pro Urbe díjjal tüntette ki.

## Művei
- Nem mi választjuk ki szentjeinket (1995)
- Jézus kápolna (1995, ismertető füzet)

## Díjai, kitüntetései
- A Magyar Érdemrend tisztikeresztje (2014)
- Pro Urbe díj /posztumusz/ (2018)